# Катарина од Арагона
Каталина или Катарина од Арагона и Кастиље (шп. Catalina de Aragón y Castilla, енгл. Catherine of Aragon; 16. децембра 1485. у Алкали де Енарес, Кастиља — 7. јануара 1536, у Кимболтону, Енглеска) је била кастиљанска принцеза и енглеска краљица, прва од шест жена енглеског краља Хенрија VIII.
Каталина је била најмлађа кћерка Католичких краљева, Фернанда II од Арагона и Изабеле I од Кастиље. Са три године је верена за Артура, принца од Велса, наследника енглеске круне. Венчали су се 1501. године, али је пет месеци касније Артур преминуо. Била је амбасадор арагонске круне у Енглеској 1507. године, што је чини првом познатом женом на месту амбасадора у европској историји. Катарина се након Артурове смрти удала за његовог брата Хенрија VIII 1509. године. Шест месеци током 1513. године служила је као регент Енглеске, док је Хенри VIII био у Француској. Током овог периода, Енглези су сломили и поразили Шкоте у бици код Флодена, у којој је Катарина одиграла важну улогу са својим емотивним говором о енглеској храбрости.
До 1525. године, Хенри VIII је постао залуђен Аном Болен и незадовољан што са Катарином није успео да добије наследника, јер су сва њихова мушка деца умирала веома млада и једино њихово преживело дете је била принцеза Мери I од Енглеске, претпостављеном наследницом енглеског престола у време када није постојао утврђени преседан за жену на престолу. Хенри је настојао да поништи свој брак са Катарином, покренувши ланац догађаја који су довели до раскола Енглеске са Католичком црквом. Кад је папа Климент VII одбио да поништи брак, Хенри му се супротставио тако што је преузео превласт над верским питањима. Њихов брак је 1533. године проглашен неважећим и Хенри се оженио Аном Болен. Катарина је одбила да прихвати Хенрија као врховног поглаваре Цркве Енглеске и сматрала се краљевом законитом женом и краљицом, што је изазвало много симпатија јавности. Упркос томе, Хенри ју је признавао само као удовицу принцезу од Велса. Након што ју је Хенри истерао са двора, остатак живота је провела у замку Кимболтон, где је преминула 7. јануара 1536. године. Енглези су јако поштовали Катарину, а њена смрт је изазвала страховиту жалост.
Катарина је поручила књигу Образовање хришћанке, која је приликом објављивања 1523. године била контроверзна због промоције да жене имају право на образовање и била јој је посвећена. Катарина је остављала јак утисак на људе, тако да је чак и њен непријатељ Томас Кромвел за њу изјавио: „да није њеног пола, могла би да пркоси свим херојима у историји” Катарина је такође стекла дивљење широм народа због покретања опсежног програма за помоћ сиромашнима. Била је покровитељ ренесансног хуманизма и пријатељица великих учењака Еразма Ротердамског и Томаса Мора.

## Порекло
Каталина је рођена у Алкали де Енарес, малом месту 30 km удаљеном од Мадрида, 1485. Била је најмлађе преживело дете Фернанда II од Арагона и Изабеле I од Кастиље. Каталинина сестра, Хуана Луда је била шест година старија од Каталине, те је зато Хуана постала краљица Кастиље након смрти њихове мајке, Изабеле. Са мајчине стране, међу Каталининим прецима се налази и Катарина од Ланкастера, кћерка Џона од Гента и унука краља Едварда III од Енглеске.

## Принцеза од Велса
Каталина се удала за принца Артура, најстаријег сина Хенрија VII од Енглеске, 14. новембра 1501. Као принц од Велса, Артур је послат у замак Ладлоу на велшкој граници да председава Велшким саветом, тако да је Каталина пошла са њим. Неколико месеци касније, обоје су се разболели. Каталина је једва преживела, али је остала удовица. Иако и дан данас постоје контроверзе око питања да ли је млади брачни пар конзумирао брак или није, Папа Јулије II је ипак поверовао Каталини и прихватио да до конзумације брака није дошло, те је издао разрешење и дозволио да се Каталина уда за Артуровог брата Хенрија, будућег Хенрија VIII.

## Краљица Енглеске
Брак није био склопљен све док Хенри није ступио на престо 1509. Венчали су се 11. јуна, а свечана церемонија крунисања се одржала 24. јуна 1509. године. Каталина је била врло популарна међу народом. За време Хенријевог одсуства 1513. године кад је вршио инвазију на Француску, Каталина је владала Енглеском као регент.
Иако се претпоставља да се Хенри оженио Каталином зато што је то била последња жељ његовог оца на самрти, Хенри је 18 година провео у прилично срећном браку, упркос натезањима са Каталининим оцем око исплате мираза, и чињеници да му верност није била најјача страна. Међутим, након 18 година брака у којем су сва мушка деца умирала а Каталина се полако приближавала менопаузи, Хенрија је почела озбиљно да брине помисао да ће на крају остати без мушког наследника. Каталинино прво дете, кћерка, рођена је мртва 1510. године. Принц Хенри, војвода од Корнвола, рођен је 1511, али је умро након 52 дана. Каталина је затим родила још једно мртворођену девојчицу, а затим једног сина који није дуго поживео. Дана 28. фебруара 1516. године, родила је кћерку по имену Мери (која ће касније постати Мери I од Енглеске, познатија под надимком Крвава Мери). Каталинина последња трудноћа завршила се мртворођеном девојчицом новембра 1518. Хенрију је било веома битно да има мушког наследника. Династија Тјудора је била нова, и њен легитимитет је још увек могао бити доведен у питање. Последња жена која је наследила енглески престо била је Матилда, кћерка Хенрија I од Енглеске и морала је да се бори у дугом грађанском рату против барона који су сматрали да једна жена не може владати Енглеском. Сећања на страхоте грађанског рата су још биле свеже — Рат ружа се водио између 1455. и 1485.
Године 1520, Каталинин нећак, син Хуане Луде, цар Светог римског царства и краљ Шпаније, Карло V, званично је посетио Енглеску, и Каталина се потрудила да стекне савезништво свог моћног рођака док је у други план ставила савезништво са Француском. Иако су она и краљ посетили Франсоу I 31. маја 1520, након две године Енглеска је објавила рат Француској, а Карло V је поново дошао у званичну посету Енглеској, и том приликом су се одржали преговори око удаје једине кћерке енглеских краљева, Мери.
Каталина више није била физички способна да поднесе нову трудноћу. Одсуство наследника је натерало Хенрија да верује да је његов брак проклет, а потврду је нашао у Библији, у Трећој Мојсијевој књизи, где се каже да ко се ожени братовљевом женом, неће имати деце. Такође је почео да верује да је Каталина лагала кад је изјавила да Артур и она нису стигли да конзумирају брак, чиме је брак са Хенријем аутоматски лоше виђен у очима Бога. Због свега тога, он је затражио од папе Климента VII да поништи његов брак 1527.
Папа је одуговлачио са одлуком током целих седам година, делом зато што би поништавањем овог брака Црква признала да је погрешила кад је Каталини дала разрешење од првог брака, а делом зато што је папа био буквално талац Каталининог нећака, Карла V, који је управо био освојио Рим. Хенри се растао са Каталином у јулу 1531. У јануару 1533, оженио се са једном од бивших Каталининих дворских дама, Аном Болен, сестром бивше Хенријеве љубавнице, Мери Болен. Хенри ја на крају натерао Томаса Кранмера (кога је поставио за надбискупа од Кантерберија) да поништи брак 23. маја 1533. Пет дана касније, Кранмер је прогласио важећим брак између Хенрија и Ане. Како би предупредио жалбу Риму (где би Каталина сигурно постигла пресуду у своју корист), Хенри је натерао Парламент да изгласа Акт о супремацији којим се Хенри прогласио јединим и врховним поглаваром Енглеске цркве, чиме је започео енглеску Енглеску реформацију.

## Касније године и смрт
Каталина од Арагона је до краја живота себе сматрала једином законитом Хенријевом женом и једином законитом краљицом Енглеске. Њени одани поданици су јој се и даље обраћали као краљици Енглеске. Године 1535. прешла је у дворац Кимболтон у дивљинама Хамболтона. Своје кретање је ограничила на само једну собу, и излазила је само да би присуствовала миси. Могла је да прима посете, међутим, није јој било дозвољено да виђа своју кћерку Мери. Такође јој је било забрањено да контактира с њом на било који начин, али су верни симпатизери краљице помогли у тајном размењивању порука између мајке и кћерке. У једном моменту, Хенри им је обема понудио боље услове живота и могућност да време проводе заједно под условом да признају Ану Болен за своју нову краљицу, што оне никад нису учиниле. Децембра 1535. осећајући да јој се ближи крај, Каталина је написала тестамент и писмо свом нећаку, цару Карлу V, у коме га је замолила да води рачуна о њеној кћерци. Такође је написала последње писмо Хенрију, ословљавајући га са „Мој најдражи господару и супруже“, које је потписала са „Каталина, краљица“.
Каталина је умрла у замку Кимболтон, 7. јануара 1536. године. Сахрањена је у катедрали Питербороу, са церемонијом која је одговарала титули принцезе од Велса, а не краљице. Хенри није присуствовао сахрани нити је исто дозволио принцези Мери. Каталина је била једина од Хенријевих шест жена која је доживела своју педесету годину.

## Породично стабло
|  |                                 |  |  |  |  |  |  |  |  |  |  |  |  |  |  |  |
|  | 16. Хуан I од Кастиље           |  |  |  |  |  |  |  |  |  |  |  |  |  |  |  |
|  |                                 |  |  |  |  |  |  |  |  |  |  |  |  |  |  |  |
|  |                                 |  |  |  |  |  |  |  |  |  |  |  |  |  |  |  |
|  | 8. Фердинанд I од Арагона       |  |  |  |  |  |  |  |  |  |  |  |  |  |  |  |
|  |                                 |  |  |  |  |  |  |  |  |  |  |  |  |  |  |  |
|  |                                 |  |  |  |  |  |  |  |  |  |  |  |  |  |  |  |
|  | 17. Елеонора Арагонска          |  |  |  |  |  |  |  |  |  |  |  |  |  |  |  |
|  |                                 |  |  |  |  |  |  |  |  |  |  |  |  |  |  |  |
|  |                                 |  |  |  |  |  |  |  |  |  |  |  |  |  |  |  |
|  | 4. Хуан II од Арагона           |  |  |  |  |  |  |  |  |  |  |  |  |  |  |  |
|  |                                 |  |  |  |  |  |  |  |  |  |  |  |  |  |  |  |
|  |                                 |  |  |  |  |  |  |  |  |  |  |  |  |  |  |  |
|  | 18. Санчо од Албуркеркија       |  |  |  |  |  |  |  |  |  |  |  |  |  |  |  |
|  |                                 |  |  |  |  |  |  |  |  |  |  |  |  |  |  |  |
|  |                                 |  |  |  |  |  |  |  |  |  |  |  |  |  |  |  |
|  | 9. Елеонора од Албуркерка       |  |  |  |  |  |  |  |  |  |  |  |  |  |  |  |
|  |                                 |  |  |  |  |  |  |  |  |  |  |  |  |  |  |  |
|  |                                 |  |  |  |  |  |  |  |  |  |  |  |  |  |  |  |
|  | 19. Беатриција Португалска      |  |  |  |  |  |  |  |  |  |  |  |  |  |  |  |
|  |                                 |  |  |  |  |  |  |  |  |  |  |  |  |  |  |  |
|  |                                 |  |  |  |  |  |  |  |  |  |  |  |  |  |  |  |
|  | 2. Фернандо II од Арагона       |  |  |  |  |  |  |  |  |  |  |  |  |  |  |  |
|  |                                 |  |  |  |  |  |  |  |  |  |  |  |  |  |  |  |
|  |                                 |  |  |  |  |  |  |  |  |  |  |  |  |  |  |  |
|  | 20. Алонсо Енрикес              |  |  |  |  |  |  |  |  |  |  |  |  |  |  |  |
|  |                                 |  |  |  |  |  |  |  |  |  |  |  |  |  |  |  |
|  |                                 |  |  |  |  |  |  |  |  |  |  |  |  |  |  |  |
|  | 10. Федерико Енрикез од Мелгаре |  |  |  |  |  |  |  |  |  |  |  |  |  |  |  |
|  |                                 |  |  |  |  |  |  |  |  |  |  |  |  |  |  |  |
|  |                                 |  |  |  |  |  |  |  |  |  |  |  |  |  |  |  |
|  | 21. Хуана Гонзалез              |  |  |  |  |  |  |  |  |  |  |  |  |  |  |  |
|  |                                 |  |  |  |  |  |  |  |  |  |  |  |  |  |  |  |
|  |                                 |  |  |  |  |  |  |  |  |  |  |  |  |  |  |  |
|  | 5. Хуана Енрикез                |  |  |  |  |  |  |  |  |  |  |  |  |  |  |  |
|  |                                 |  |  |  |  |  |  |  |  |  |  |  |  |  |  |  |
|  |                                 |  |  |  |  |  |  |  |  |  |  |  |  |  |  |  |
|  | 22. Дијего Фернандез де Кордоба |  |  |  |  |  |  |  |  |  |  |  |  |  |  |  |
|  |                                 |  |  |  |  |  |  |  |  |  |  |  |  |  |  |  |
|  |                                 |  |  |  |  |  |  |  |  |  |  |  |  |  |  |  |
|  | 11. Маријана де Кордоба         |  |  |  |  |  |  |  |  |  |  |  |  |  |  |  |
|  |                                 |  |  |  |  |  |  |  |  |  |  |  |  |  |  |  |
|  |                                 |  |  |  |  |  |  |  |  |  |  |  |  |  |  |  |
|  | 23. Инес де Толедо              |  |  |  |  |  |  |  |  |  |  |  |  |  |  |  |
|  |                                 |  |  |  |  |  |  |  |  |  |  |  |  |  |  |  |
|  |                                 |  |  |  |  |  |  |  |  |  |  |  |  |  |  |  |
|  | 1. Катарина од Арагона          |  |  |  |  |  |  |  |  |  |  |  |  |  |  |  |
|  |                                 |  |  |  |  |  |  |  |  |  |  |  |  |  |  |  |
|  |                                 |  |  |  |  |  |  |  |  |  |  |  |  |  |  |  |
|  | 24. Хуан I од Кастиље           |  |  |  |  |  |  |  |  |  |  |  |  |  |  |  |
|  |                                 |  |  |  |  |  |  |  |  |  |  |  |  |  |  |  |
|  |                                 |  |  |  |  |  |  |  |  |  |  |  |  |  |  |  |
|  | 12. Енрике III од Кастиље       |  |  |  |  |  |  |  |  |  |  |  |  |  |  |  |
|  |                                 |  |  |  |  |  |  |  |  |  |  |  |  |  |  |  |
|  |                                 |  |  |  |  |  |  |  |  |  |  |  |  |  |  |  |
|  | 25. Елеонора Арагонска          |  |  |  |  |  |  |  |  |  |  |  |  |  |  |  |
|  |                                 |  |  |  |  |  |  |  |  |  |  |  |  |  |  |  |
|  |                                 |  |  |  |  |  |  |  |  |  |  |  |  |  |  |  |
|  | 6. Хуан II од Кастиље           |  |  |  |  |  |  |  |  |  |  |  |  |  |  |  |
|  |                                 |  |  |  |  |  |  |  |  |  |  |  |  |  |  |  |
|  |                                 |  |  |  |  |  |  |  |  |  |  |  |  |  |  |  |
|  | 26. Џон од Гента                |  |  |  |  |  |  |  |  |  |  |  |  |  |  |  |
|  |                                 |  |  |  |  |  |  |  |  |  |  |  |  |  |  |  |
|  |                                 |  |  |  |  |  |  |  |  |  |  |  |  |  |  |  |
|  | 13. Катарина Ланкастерска       |  |  |  |  |  |  |  |  |  |  |  |  |  |  |  |
|  |                                 |  |  |  |  |  |  |  |  |  |  |  |  |  |  |  |
|  |                                 |  |  |  |  |  |  |  |  |  |  |  |  |  |  |  |
|  | 27. Констанција Ланкастерска    |  |  |  |  |  |  |  |  |  |  |  |  |  |  |  |
|  |                                 |  |  |  |  |  |  |  |  |  |  |  |  |  |  |  |
|  |                                 |  |  |  |  |  |  |  |  |  |  |  |  |  |  |  |
|  | 3. Изабела I од Кастиље         |  |  |  |  |  |  |  |  |  |  |  |  |  |  |  |
|  |                                 |  |  |  |  |  |  |  |  |  |  |  |  |  |  |  |
|  |                                 |  |  |  |  |  |  |  |  |  |  |  |  |  |  |  |
|  | 28. Жоао I Португалски          |  |  |  |  |  |  |  |  |  |  |  |  |  |  |  |
|  |                                 |  |  |  |  |  |  |  |  |  |  |  |  |  |  |  |
|  |                                 |  |  |  |  |  |  |  |  |  |  |  |  |  |  |  |
|  | 14. Хуан од Регуенгоса          |  |  |  |  |  |  |  |  |  |  |  |  |  |  |  |
|  |                                 |  |  |  |  |  |  |  |  |  |  |  |  |  |  |  |
|  |                                 |  |  |  |  |  |  |  |  |  |  |  |  |  |  |  |
|  | 29. Филипа Ланкастерска         |  |  |  |  |  |  |  |  |  |  |  |  |  |  |  |
|  |                                 |  |  |  |  |  |  |  |  |  |  |  |  |  |  |  |
|  |                                 |  |  |  |  |  |  |  |  |  |  |  |  |  |  |  |
|  | 7. Изабела Португалска          |  |  |  |  |  |  |  |  |  |  |  |  |  |  |  |
|  |                                 |  |  |  |  |  |  |  |  |  |  |  |  |  |  |  |
|  |                                 |  |  |  |  |  |  |  |  |  |  |  |  |  |  |  |
|  | 30. Алфонсо од Брагансе         |  |  |  |  |  |  |  |  |  |  |  |  |  |  |  |
|  |                                 |  |  |  |  |  |  |  |  |  |  |  |  |  |  |  |
|  |                                 |  |  |  |  |  |  |  |  |  |  |  |  |  |  |  |
|  | 15. Изабела од Брагансе         |  |  |  |  |  |  |  |  |  |  |  |  |  |  |  |
|  |                                 |  |  |  |  |  |  |  |  |  |  |  |  |  |  |  |
|  |                                 |  |  |  |  |  |  |  |  |  |  |  |  |  |  |  |
|  | 31. Беатриз Переира де Алвим    |  |  |  |  |  |  |  |  |  |  |  |  |  |  |  |
|  |                                 |  |  |  |  |  |  |  |  |  |  |  |  |  |  |  |
|  |                                 |  |  |  |  |  |  |  |  |  |  |  |  |  |  |  |